# 弗吉尼亚绅士队
弗吉尼亚绅士队（英語：Virginia Squires），是原美国篮球协会的一支球队，存在于1970年至1976年间。
绅士队是1967年创建的ABA联盟球队奥克兰橡树队的延续，球队赢得1968/69赛季ABA联盟的总冠军。橡树队在1970年迁往华盛顿特区的华盛顿球场(Washington Coliseum)，以华盛顿首都队的身份参加了一个赛季的联赛随后迁到了弗吉尼亚州的诺福克。1976年，就在ABA和NBA合并的前一个月，球队解散。
绅士队的队色为红色，白色和蓝色。

## 原弗吉尼亚绅士队的主场
| 老道明大学球馆(Old Dominion University Fieldhouse) | 5,200  | 诺福克，弗吉尼亚州 | 1970-1971 | 汉普敦体育馆(Hampton Coliseum) | 9,777  | 汉普敦，弗吉尼亚州 | 1970-1976 |
| 罗诺克活动中心(Roanoke Civic Center)               | 9,828  | 罗诺克，弗吉尼亚州 | 1971-1972 | 诺福克Scope球场(Norfolk Scope) | 10,253 | 诺福克，弗吉尼亚州 | 1971-1976 |
| 里奇蒙体育馆(Richmond Coliseum)                    | 12,500 | 里奇蒙，弗吉尼亚州 | 1971-1976 |                                |        |                    |           |